# Raquel del Rosario Macías
Raquel del Rosario Macías (ur. 3 listopada 1982 roku w Teror w Hiszpanii) – hiszpańska wokalistka zespołu El Sueño de Morfeo (Sen Morfeusza). Jest także autorką większości tekstów piosenek tego zespołu.

## Życiorys
Urodziła się w Teror, jako drugie z sześciorga dzieci José Francisco del Rosario i Maríi Teresy Macías. W wieku 14 lat nauczyła się grać na gitarze i zaczęła pisać pierwsze piosenki. Gdy miała 17 lat poznała Davida Feito w Colegio Internacional Meres, który w tym czasie grał w celtyckiej grupie muzycznej w Asturii.
W 2000 roku opuściła rodzinną Gran Canarię, skąd przeprowadziła się do Asturii i dołączyła do zespołu Feito - Xemà, z którym wydała pierwszy album. Następnie Raquel poznała Juana Luisa Suáreza i razem z Davidem Feito założyli zespół El Sueño de Morfeo.
Od czerwca 2005 spotykała się z Fernando Alonso, dwukrotnym mistrzem świata Formuły 1, którego poślubiła 17 listopada 2006. 20 grudnia 2011 małżonkowie, za pośrednictwem oficjalnej strony internetowej Alonso, ogłosili swoje rozstanie. Od stycznia 2012 związana z hiszpańskim operatorem filmowym i fotografem Pedro Castro zamieszkałym na stałe w Los Angeles. 21 października 2013 poślubiła Castro w miejscowości Big Sur w Kalifornii. 15 lipca 2014 urodziła pierwsze dziecko, syna imieniem Leo. 9 maja 2016 urodziła drugiego syna o imieniu Mael. 

### Eurowizja
W maju 2013 r. Raquel razem ze swoim zespołem ESdM reprezentowała Hiszpanię w konkursie piosenki Eurowizji w Malmö. Grupa wykonała utwór Contigo hasta el final. Z 8 punktami zajęła 25 miejsce, na 26 możliwych, wygrywając tylko z reprezentacją Irlandii.